# Grant County International Airport

i7
i11
i13
Der Grant County International Airport (IATA-Flughafencode: MWH, ICAO-Flugplatzcode: KMWH, FAA LID: MWH) ist ein öffentlich genutzter Flughafen im Nordwesten der USA. Er liegt 10 km nordwestlich des zentralen Geschäftsviertels Moses Lake im Grant County, Washington. Er ist im Nationalen Plan für integrierte Flughafensysteme für 2011–2015 enthalten, der ihn als Flughafen der allgemeinen Luftfahrt kategorisiert. Die ehemalige Militäranlage ist im Besitz des Hafens von Moses Lake. Die 4116 m lange Landebahn ist die siebzehntlängste in den USA.

## Geschichte
Die Anlage wurde 1942 während des Zweiten Weltkriegs als Trainingsflugplatz eröffnet und von der US-Luftwaffe als Larson Air Force Base betrieben.1966
Am 24. Juni 1969 stürzte Japan Airlines Flug 90, eine Convair 880, beim Start von Landebahn 32R am Grant County International Airport ab. Während des Starts wurde die Leistung des Triebwerks Nummer vier reduziert, das Flugzeug gierte jedoch weiter nach rechts, bis das Triebwerk Nummer vier anschlug und von der Landebahn rutschte. Das Flugzeug ging in Flammen auf und drei der fünf Besatzungsmitglieder starben. Die wahrscheinliche Ursache für den Unfall war eine „verzögerte Korrekturmaßnahme während eines simulierten Startmanövers mit kritischem Triebwerksausfall, die zu einem übermäßigen Seitenrutsch führte, von dem keine vollständige Wiederherstellung durchgeführt werden konnte.“
Im September 2019 lagerte Boeing 100 seiner nicht ausgelieferten 737-MAX-Flugzeuge am Flughafen Moses Lake ein, während das Unternehmen auf die Genehmigung der FAA und anderer Luftfahrtaufsichtsbehörden für die Wiederaufnahme des kommerziellen Flugbetriebs wartete.
Der Passagierflugbetrieb von und nach Moses Lake endete am 8. Juni 2010.

## Überblick
Mit 18,8 km² und einer 4110 m langen Hauptlandebahn ist er einer der größten Flughäfen in den Vereinigten Staaten. Moses Lake ist für sein gutes Flugwetter bekannt, da es auf der Ostseite der Cascade Range in der halbtrockenen Wüste im Zentrum Washingtons liegt.
Der internationale Flughafen Grant County war ein alternativer Landeplatz für das Space Shuttle der NASA.
Die regulären Passagierflüge der Big Sky Airlines nach Boise und Portland wurden am 1. September 2006 eingestellt. Der Dienst wurde durch das Essential-Air-Service-Programm subventioniert. United Express, betrieben von SkyWest Airlines, bot von Juni 2009 bis Juni 2010 Nonstop-Flüge nach Seattle an. Der Flughafen verfügt derzeit über keinen kommerziellen Passagierflugdienst.
Der Flughafen wurde von 1968 bis 2009 Japan Airlines (JAL) für die Ausbildung an schweren Jets genutzt. Der Flughafen wurde auch für Flugtests des Mitsubishi SpaceJet genutzt.
Im November 1974 beherbergte der Flughafen während der FAA-Zertifizierungstests einen Monat lang einen neuen Überschalljet Concorde.
Es wird auch von der US Air Force und Boeing als Testanlage genutzt. Der Großteil des Verkehrs am Flughafen entfällt auf die allgemeine und militärische Luftfahrt. Laut Aufzeichnungen der Federal Aviation Administration verzeichnete der Flughafen im Kalenderjahr 2018 77.335 Flugbewegungen, davon 34.821 lokale Bewegungen, 12.288 Zwischenlandungen, 11.028 Air-Taxi-Flüge, 11.730 militärische Flüge und 7.468 Frachtflüge.
Im Jahr 2011 verlegte das 92. Luftbetankungsgeschwader der Fairchild AFB in Spokane vorübergehend seine KC-135 R/T-Flotte und seinen Betrieb nach Moses Lake, während die Landebahn von Fairchild umgebaut und andere Infrastrukturverbesserungen vorgenommen wurden, einschließlich einer Modernisierung des Flugkraftstoffverteilungssystems der Basis.
Auf dem Flughafengelände befindet sich auch der Hauptcampus des Big Bend Community College.
Nach dem Flugverbot für alle Boeing 737 MAX ab März 2019 waren zunächst etwa 50 der Flugzeuge am Flughafen geparkt. Dies wurde ursprünglich als wirtschaftliche Chance für den Flughafen angesehen, löste jedoch später Bedenken aus, da die Zahl der gelagerten Flugzeuge weiter anstieg und bis Oktober 2019 auf etwa 130 anstieg.

## Einrichtungen und Flugzeuge

FAA Diagramm

Der Grant County International Airport erstreckt sich über eine Fläche von 1880 Hektar auf einer Höhe von 362 m über dem Meeresspiegel. Er verfügt über fünf Start- und Landebahnen:
- Landebahn 14L/32R ist 4116 × 61 m groß und hat eine Asphalt-/Betonoberfläche
- Landebahn 4/22 ist 3048 × 30 m groß und hat eine Asphalt-/Betonoberfläche
- Landebahn 9/27 ist 1067 × 27 m groß und hat eine Betonoberfläche
- Landebahn 18/36 ist 1014 × 23 m groß und hat eine Asphaltoberfläche
- Landebahn 14R/32L ist 895 × 23 m groß und hat eine Betonoberfläche

Im Zwölfmonatszeitraum bis zum 31. Dezember 2018 hatte der Flughafen 77.335 Flugbetriebe, durchschnittlich 212 pro Tag: 61 % allgemeine Luftfahrt, 15 % Militärische Luftfahrt, 10 % Luftfahrtunternehmen und 14 % Lufttaxi. Zu diesem Zeitpunkt waren auf diesem Flughafen 49 Starrflügler und 2 Segelflugzeuge stationiert: 84 % einmotorige, 12 % mehrmotorige und 4 % Segelflugzeuge.